# Aek Pardomuan
Aek Pardomuan is een bestuurslaag in het regentschap Tapanuli Selatan van de provincie Noord-Sumatra, Indonesië. Aek Pardomuan telt 893 inwoners (volkstelling 2010).